# 실리아 로즈 구딩
실리아 로즈 구딩(Celia Rose Gooding, 2000년 2월 22일 ~ )은 미국의 배우, 가수이다.